# دی توتن هوزن
دی توتن هوزن (آلمانی: Die Toten Hosen) گروه پنج‌نفرهٔ پانک راک آلمانی از دوسلدورف است.
توتن هوزن در سال ۱۹۸۲ میلادی شکل گرفت، ولی نخستین موفقیت قابل توجه آن‌ها با انتشار آلبوم یک نمایش ترسناک کوچک در سال ۱۹۸۸ به وقوع پیوست. این آلبوم یک آلبوم مفهومی بود که برپایهٔ فیلم پرتقال کوکی استنلی کوبریک ساخته شده است که آن هم برپایهٔ کتاب پرتقال کوکی آنتونی برجس ساخته شده بوده است. ترانه‌های این آلبوم توسط قطعه‌هایی از سمفونی نهم بتهوون به یکدیگر وصل شده و جلد آن هم یک نقاشی از بتهوون بود.
با گذشت زمان مفهوم ترانه‌های گروه از طنز به مسایل جدی‌تر نزدیک شد. تا پایان دههٔ ۱۹۸۰ میلادی آن‌ها بیش از پیش بر سیاست و مسایل اجتماعی مانند نژادپرستی تمرکز کردند.